# ألكسندر جيفانوفيتش (لاعب كرة قدم)
ألكسندر جيفانوفيتش هو لاعب كرة قدم صربي، ولد في 24 يوليو 1988 في جمهورية يوغوسلافيا الاشتراكية الاتحادية. شارك مع منتخب صربيا لكرة الصالات. أما مع النوادي، فقد لعب مع KMF SAS ‏.

## وصلات خارجية
- ألكسندر جيفانوفيتش (لاعب كرة قدم) على موقع الاتحاد الدولي (مؤرشف)  (الإنجليزية)
- ألكسندر جيفانوفيتش (لاعب كرة قدم) على موقع الاتحاد الأوربي (الإنجليزية)